# Гребенюк Олександр Володимирович
Олекса́ндр Володи́мирович Гребеню́к — старший лейтенант, Державна прикордонна служба України. Проживає у Вінниці, учасник російсько-української війни.

## Нагороди
21 серпня 2014 року — за особисту мужність і героїзм, виявлені у захисті державного суверенітету та територіальної цілісності України, вірність військовій присязі під час російсько-української війни, відзначений — нагороджений орденом «За мужність» III ступеня.